# سی و نهمین دوره کتاب سال جمهوری اسلامی ایران
مراسم سی و نهمین دوره کتاب سال جمهوری اسلامی ایران در اسفند ۱۴۰۰ برگزار شد. برگزیدگان و شایستگان تقدیر سی و نهمین جایزه کتاب سال و بیست‌ونهمین جایزه جهانی کتاب سال جمهوری اسلامی ایران سه‌شنبه بیست‌وچهارم اسفندماه ۱۴۰۰ در مراسمی با حضور رئیس‌جمهور معرفی شدند.

## برگزیدگان
فلسفه و روان‌شناسی (فلسفه غرب)
به‌صورت مشترک:
- پرسش وجود: برگردان و شرح درآمدِ «وجود و زمان» مارتین هایدگر، ترجمه و تحقیق سیدمحمدرضا حسینی‌بهشتی و زینب انصاری‌نجف‌آبادی.
- جستاری در خصوص فاهمهٔ بشری، تألیف جان لاک، ترجمهٔ کاوه لاجوردی.

## دین
حدیث
- ادب فِن‍ای م‍ق‍رب‍ان: ش‍رح زی‍ارت ج‍ام‍عهٔ ک‍ب‍ی‍ره، تألیف عبدالله ج‍وادی‌آم‍ل‍ی، ت‍ح‍ق‍ی‍ق و ت‍ن‍ظی‍م: م‍ح‍م‍د ص‍ف‍ای‍ی.
فقه و اصول
تألیف
- موسوعه الفقه الاسلامی المقارن، تألیف گروه مؤلفان.
تصحیح
- موسوعه ابن‌فهد الحلی، تحقیق و تألیف گروه محققان.

## علوم خالص
کلیات و تاریخ علم
به‌صورت مشترک در بخش تصحیح:
- منتهی الإدراک فی تقاسیم الأفلاک، تألیف ابومحمد عبدالجبار خَرَقی، تصحیح، ترجمه و پژوهش حنیف قلندری.
- طبائع الحَیَوان، تألیف شرف‌الزمان طاهر المروزی، تصحیح یوسف الهادی.

## علوم کاربردی
علوم پزشکی
به‌صورت مشترک
- مبانی اِرگونومی و مهندسی عوامل انسانی، تألیف گروه مؤلفان.
- از سلول تا سرطان، تألیف ارسلان جلیلی و عباس حاجی‌فتحعلی،

## ادبیات
متون قدیم
- احسن القصص: قصهٔ حضرت یوسف (ع)، از مترجمی ناشناخته، تصحیح علی نویدی‌ملاطی.
شعر کلاسیک
به‌صورت مشترک:
- عید در تبعید: مجموعه شعر، سرودهٔ علیرضا رجبعلی‌زاده‌کاشانی.
- آنیماه، سرودهٔ عالیه مهرابی.
پژوهش ادبی
به‌صورت مشترک:
- آذربایجان و شاهنامه، تألیف سجاد آیدنلو.
- تلفظ در شعر کهن فارسی، تألیف وحید عیدگاه‌طرقبه‌ای.

## تاریخ و جغرافیا
مستندنگاری
به‌صورت مشترک:
- داغ دلربا، تألیف میثم امیری.
- رضانام تا رضاخان، تألیف هدایت‌الله بهبودی.

## کودک و نوجوان
علوم و فنون
- زیست ایران، تألیف اردوان زرندیان.

## منتخب بخش سپاس
رضا استادی

## منتخب شخصیت علمی
دکتر حسین معصومی همدانی